# Václav Čepelák
Václav Čepelák (25 luglio 1915 – 25 gennaio 1975) è stato un calciatore ceco.